# Allmersbach im Tal
Allmersbach im Tal település Németországban, azon belül Baden-Württembergben. Lakosainak száma 5065 fő (2023. december 31.).

## Népesség
A település népessége az elmúlt években az alábbi módon változott:
| Lakosok száma | 3624 | 4792 | 4840 | 4998 | 5071 | 5065 |
|               | 1975 | 2017 | 2019 | 2021 | 2022 | 2023 |